# Crisna
Crisna Indústria e Comércio de Carrocerias Ltda. war ein brasilianischer Hersteller von Automobilen.

## Unternehmensgeschichte
Das Unternehmen aus Rio de Janeiro begann 1984 mit der Produktion von Automobilen. Der Markenname lautete Billow. 1988 endete die Produktion.

## Fahrzeuge
Im Angebot stand ein VW-Buggy. Ein luftgekühlter Vierzylinder-Boxermotor von Volkswagen do Brasil war im Heck montiert und trieb die Hinterräder an. Auffallend waren die vier runden Scheinwerfer an der Fahrzeugfront, die paarweise übereinander angeordnet waren.